# Наливна (зупинний пункт, Україна)
Наливна — пасажирський зупинний пункт Коростенської дирекції Південно-Західної залізниці (Україна), розташований на дільниці Звягель I — Шепетівка між станціями Звягель I (відстань — 6 км) і Орепи (5 км). Відстань до ст. Шепетівка — 57 км.
Розташований у Звягельському районі Житомирської області, за 1,5 км на захід від Суслів. Назва зупинного пункту пов'язана з тим, що поруч розташована нафтобаза і нафтопровід «Дружба».
Відкритий у 2000-их.